# Jean d'Yse de Saléon
Jean d'Yse de Saléon est un prélat français né à Grenoble en 1669, mort 10 février 1751. Il est le fils de Jacques d'Yse de Rozans, seigneur de Saléon, président à mortier du parlement de Grenoble en 1696 et de sa première épouse, Louise de Perrachon.

## Biographie
Il est docteur en théologie et est ordonné prêtre en 1698. Pendant toute sa vie d'ecclésiastique, il est attaché à la bulle Unigenitus et combat le jansénisme. Dès 1717, il est considéré comme « fort dévoué aux jésuites ». Il est de ce fait « une des nombreuses bêtes noires des Nouvelles Ecclésiastiques », le journal janséniste clandestin. 
En 1726, il est vicaire général de Vintimille du Luc, alors archevêque d'Aix. Il est aussi lié à l'archevêque d'Embrun, Pierre Guérin de Tencin, qui organise en 1727 le concile d'Embrun. Celui-ci suspend Jean Soanen, évêque janséniste du diocèse de Senez et nomme Yse de Saléon vicaire général du diocèse de Senez. Il fait face à une opposition des partisans de Soanen. 

## Une carrière épiscopale tardive
Par brevet royal du 18 février 1728 il est ensuite nommé évêque de Digne, mais avant d'être préconisé pour ce siège, il est transféré le 1er novembre 1728 sur le siège d'Agen. Il est sacré évêque d'Agen le 16 avril 1730 par Léon de Beaumont, évêque de Saintes, assisté de François de Madot, évêque de Châlon-sur-Saône, et de Charles-Antoine de la Roche-Aymon, évêque de Tarbes.
Le 8 octobre 1735, il est transféré sur le siège de Rodez; son neveu à la mode de Bretagne, Jacques Marie de Caritat de Condorcet est alors son vicaire général. 
En 1746, il est nommé archevêque de Vienne. Il est mort à Vienne, le 10 février 1751. Il aurait légué ses œuvres aux Jésuites de Vienne.

## Ouvrages
- La réalité du jansénisme nouvellement manifestée dans les écrits et la rétractation du Père Vilhon, dominicain, professeur en théologie dans le couvent de Saint-Maximin, diocèse d'Aix, Avignon, 1722 ( lire en ligne ).
- Lettres de Monseigneur l'évêque de Rodez à Monseigneur l'évêque de Troyes [Jacques-Bénigne Bossuet], communiquées aux ecclésiastiques du diocèse de Rodez, pour leur instruction, Rodez, 1737.
- Instruction pastorale sur l'autorité des décisions de l'Eglise, Rodez, 1738.
- Instruction pastorale de monseigneur l'evêque et comte de Rodez, sur les erreurs de Jansenius, Paris, veuve Mazieres & Jean-Baptiste Garnier, 1740.
- Mandement et instruction pastorale de Monseigneur l'Eveque et comte de Rodez. Portant condamnation d'un libelle intitulé: Projet de requête de M. de Brianne, curé de la cathédrale de Rodez au sujet de l'Ordonnance de ce prélat qui avait restreint ce curé à ses paroissiens pour l'administration du sacrement de pénitence, Paris, veuve Mazieres & Jean-Baptiste Garnier, sd
- Instruction pastorale sur l'usure, Vienne, 1748.
- Instruction pastorale au sujet d'une prétendue apologie intitulée AUGUSTINIANUM SYSTEMA, Vienne, 1750.